# Érico Müller
Érico Müller foi um político brasileiro.
Nas eleições de 1958 foi candidato a Deputado Federal por Santa Catarina, pelo Partido Social Democrático (PSD), obtendo a quarta suplência.
Foi candidato a deputado estadual para a Assembleia Legislativa de Santa Catarina pelo Partido de Representação Popular (PRP), obtendo 2.571 votos, ficando na posição de primeiro suplente de seu partido. Foi convocado e tomou posse na 5ª Legislatura (1963-1967).
Nas eleições de 1966, disputou novamente o cargo de Deputado Estadual ao mesmo Parlamento, desta vez pela Aliança Renovadora Nacional (ARENA), recebeu 2.795 votos, novamente Suplente, porém, não foi convocado para a 6ª Legislatura (1967-1971).